# Eudrapa extrema
Eudrapa extrema är en fjärilsart som beskrevs av Emilio Berio 1956. Eudrapa extrema ingår i släktet Eudrapa och familjen nattflyn. Inga underarter finns listade i Catalogue of Life.